# Chýnov
Chýnov (v místním nářečí Chejnov, německy Chejnow) je město v okrese Tábor v Jihočeském kraji. Leží jedenáct kilometrů východně od Tábora. Žije v něm přibližně 2 600 obyvatel.

## Historie
Předchůdcem města bylo raně středověké chýnovské hradiště spojované v Kosmově kronice k roku 981 s rodem Slavníkovců. V jedenáctém a dvanáctém století plnilo funkci významného správního centra hradské soustavy. V roce 1250 král Václav I. vyměnil Chýnov, Krátošice a polovinu Lažan s pražským biskupem Mikulášem z Riesenburka. Hrad spolu s celou obcí tak ztratil na významu a stal se pouze regionálním centrem.
Roku 1289 je Chýnov zmiňován jako město. Od roku 1413 však pražští arcibiskupové Chýnov dávali do zástavy různým světským majitelům a sami jej přímo již nikdy nespravovali. Status města byl obnoven v roce 1994.

## Městská správa

### Místní části
- Dobronice u Chýnova
- Chýnov
- Kloužovice
- Velmovice
- Záhostice

### Městské symboly
Znak města je historický, vlajka byla městu udělena rozhodnutím předsedy Poslanecké sněmovny Parlamentu České republiky dne 3. dubna 1996.

## Doprava
Podél jižního okraje Chýnova vede silnice I/19, na kterou se zde napojuje silnice II/409. Městem dále vede železniční trať Tábor – Horní Cerekev, u které stojí stanice Chýnov.

## Pamětihodnosti

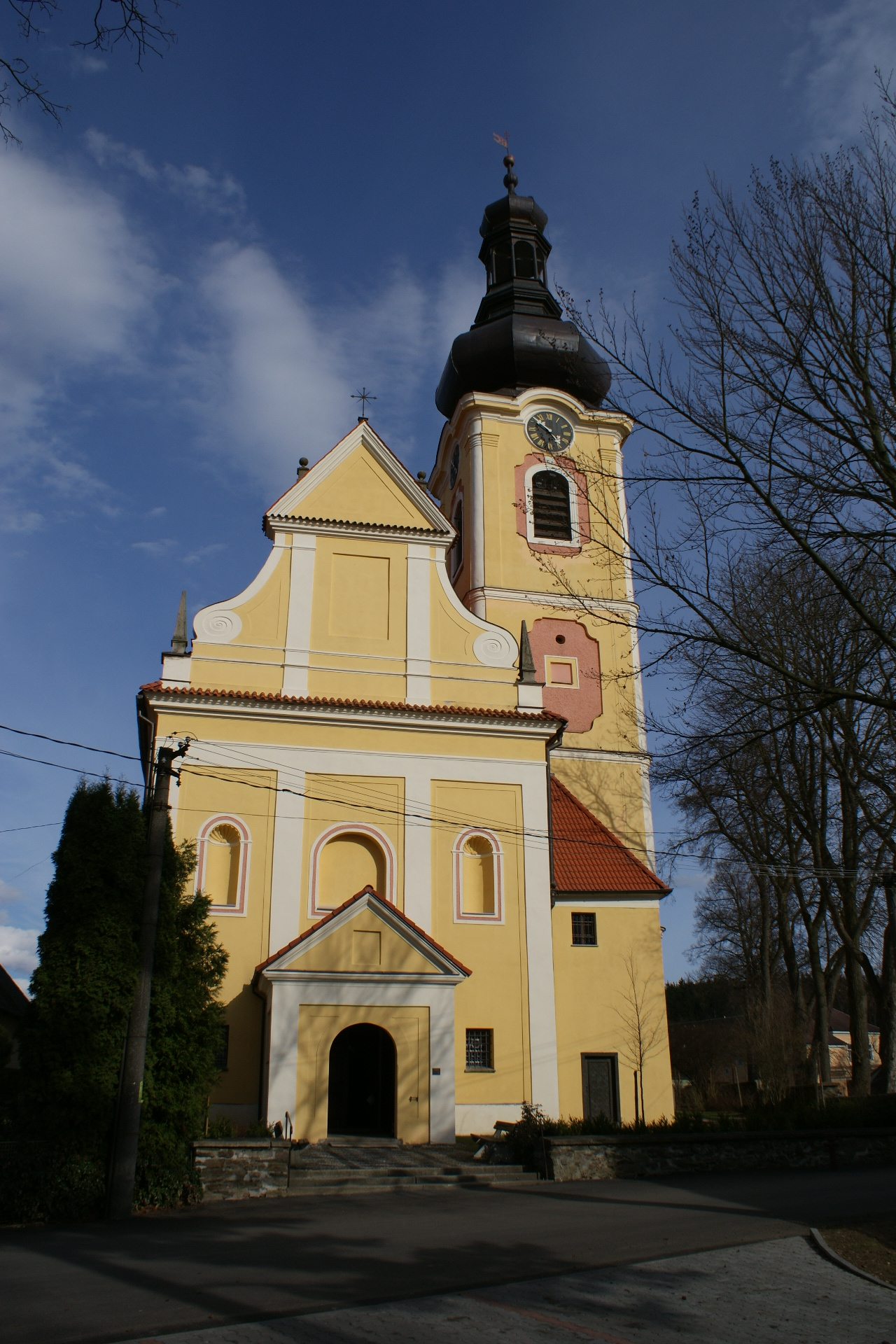
Kostel Nejsvětější Trojice

- kostel Nejsvětější Trojice – původní gotický kostel ze 14. století byl v letech 1667–1670 nahrazen novým barokním kostelem.[6] Věž byla postavena roku 1727. V kostele je pohřben poslední opat kláštera ve Zlaté Koruně, Bohumír Bylanský, který do kostela umístil barokní model zlatokorunského oltáře od Jakuba Eberleho.[7] Model vystaven v Národní galerii v Praze.
- Na místě chýnovského zámku zámku stávala přemyslovský správní hrad a později ve 14. století arcibiskupská tvrz, vystavěná za Arnošta z Pardubic. Dnešní barokní dvoukřídlý zámek byl vystavěn v letech 1729–1730. Zámek je obklopený anglickým parkem.
- sýpka – barokní dvoupatrová stavba ze 17. století
- socha Modlitba nad hroby – zdobí hrob sochaře Františka Bílka na hřbitově.
- Bílkova vila – stavba postavená podle projektu Františka Bílka, v níž je umístěna stálá expozice věnovaná životu a dílu tohoto chýnovského rodáka, a to ve formě původního uměleckého ateliéru.
- Přírodní park Turovecký les
- Chýnovská jeskyně

## Obyvatelstvo
| Rok            | 1869  | 1880  | 1890  | 1900  | 1910  | 1921  | 1930  | 1950  | 1961  | 1970  | 1980  | 1991  | 2001  | 2011  | 2021  |
| -------------- | ----- | ----- | ----- | ----- | ----- | ----- | ----- | ----- | ----- | ----- | ----- | ----- | ----- | ----- | ----- |
| Počet obyvatel | 2 156 | 2 381 | 2 327 | 2 299 | 2 204 | 2 055 | 1 914 | 1 828 | 2 117 | 2 013 | 2 054 | 2 035 | 2 070 | 2 342 | 2 455 |
| Počet domů     | 206   | 219   | 244   | 258   | 262   | 271   | 302   | 386   | 400   | 448   | 492   | 613   | 643   | 702   | 770   |

## Osobnosti

### Rodáci
- František Nekut (1840–1909), profesor biologie
- František Bílek (1872–1941), sochař
- Antonín Bílek (1881– 1937), sochař a malíř
- Karel Gabriel (1884–1966), malíř, grafik a sochař, učeň Františka Bílka

### Další osobnosti
- František Němec (* 1943), herec a divadelní pedagog